# Folkomröstningen om grundlagsändringar i Island 2012
Folkomröstningen om grundlagsändringar i Island 2012 hölls den 20 oktober 2012. Valdeltagandet var 48,9 %.
I folkomröstningen, som var rådgivande, fick väljarna ta ställning till sex frågor.
Huvudfrågan var om man skulle säga ja eller nej till ett förslag till ny grundlag, som hade tagits fram av ett grundlagsråd bestående av 25 vanliga medborgare. Islänningarna fick också avgöra om fem sakfrågor skulle finnas med i den nya grundlagen.
Två tredjedelar röstade ja till att gå vidare med själva grundlagsförslaget. Dessutom röstade man ja till ytterligare fyra av grundlagsrådets förslag på valsedeln - om ägande av naturresurser och förändringar i valsystemet. Folket ville dock, till skillnad från rådet, att kyrkofrågorna ska finnas med i grundlagen.